# Annona cacans
Annona cacans este o specie de plante angiosperme din genul Annona, familia Annonaceae, descrisă de Johannes Eugen ius Bülow Warming. Conține o singură subspecie: A. c. glabriuscula.